# Theba pisana
Theba pisana (O.F. Müller, 1774) è un mollusco gasteropode della famiglia Helicidae. È nota con il nome comune di "chiocciola delle dune" o "bovoletto".

## Descrizione
La conchiglia è robusta, globulare, leggermente schiacciata nelle forme giovanili, con un diametro di 15–20 mm ed una altezza di 10–15 mm, e 5-6 spire leggermente convesse.
La colorazione di fondo è biancastra con riflessi porcellanacei, con fasce brune di vario spessore, che possono anche essere assenti. Quando presenti, possono essere in forma di spirale ininterrotta o tratteggiata, o di piccole macchie radiali. Il piede è di colore chiaro.
Si differenzia da altre specie simili, come p.es. Cernuella virgata e Eobania vermiculata, per l'ombelico molto piccolo e quasi interamente coperto e per il peristoma di colore rosa, tondeggiante, leggermente obliquo, talora tagliente negli esemplari adulti.

## Biologia
Ha l'abitudine di estivare in posizioni molte esposte (steli di piante, staccionate), formando aggregati spesso molto numerosi; frequentemente è in associazione con Cochlicella acuta e Cernuella virgata.

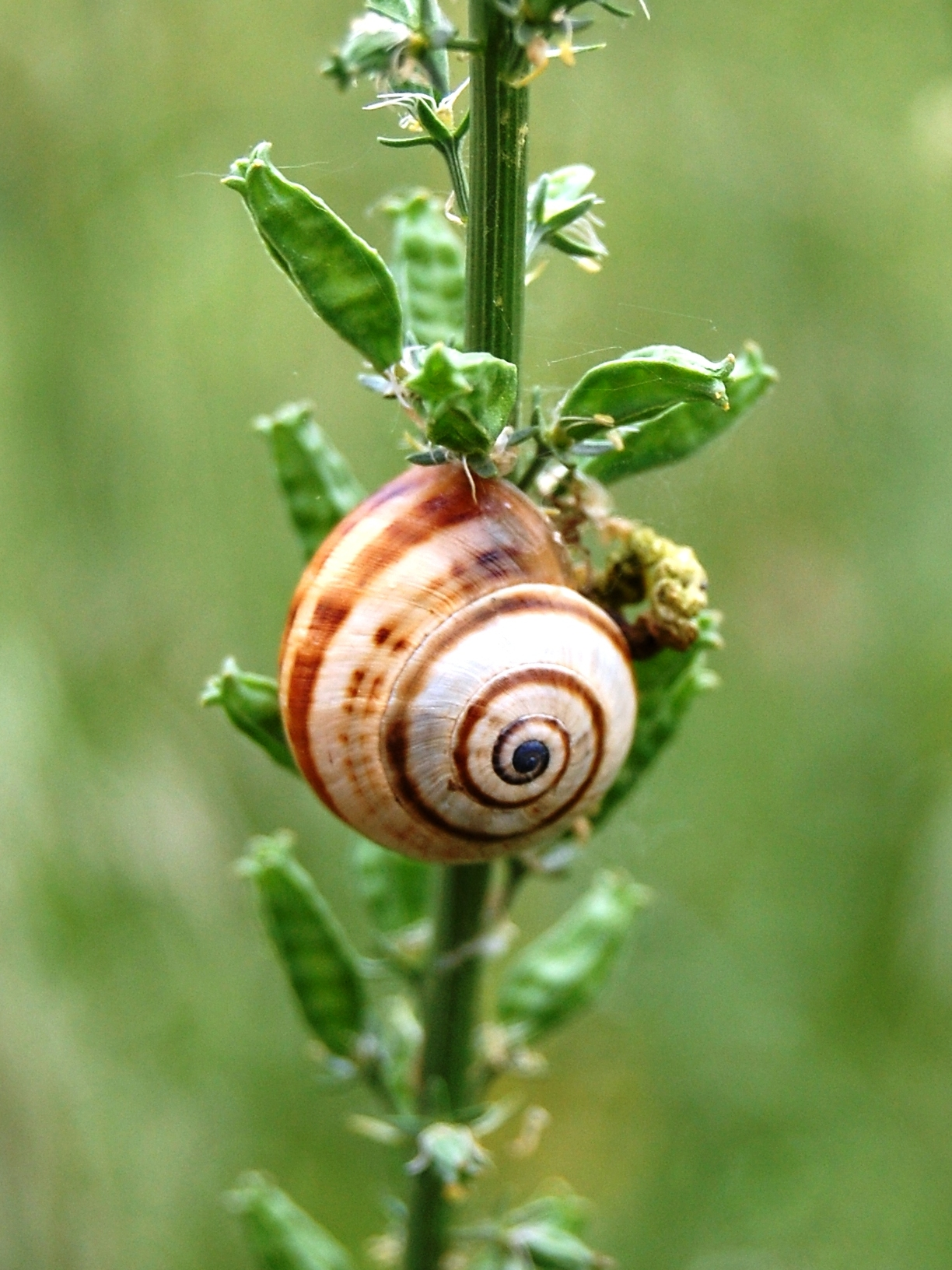
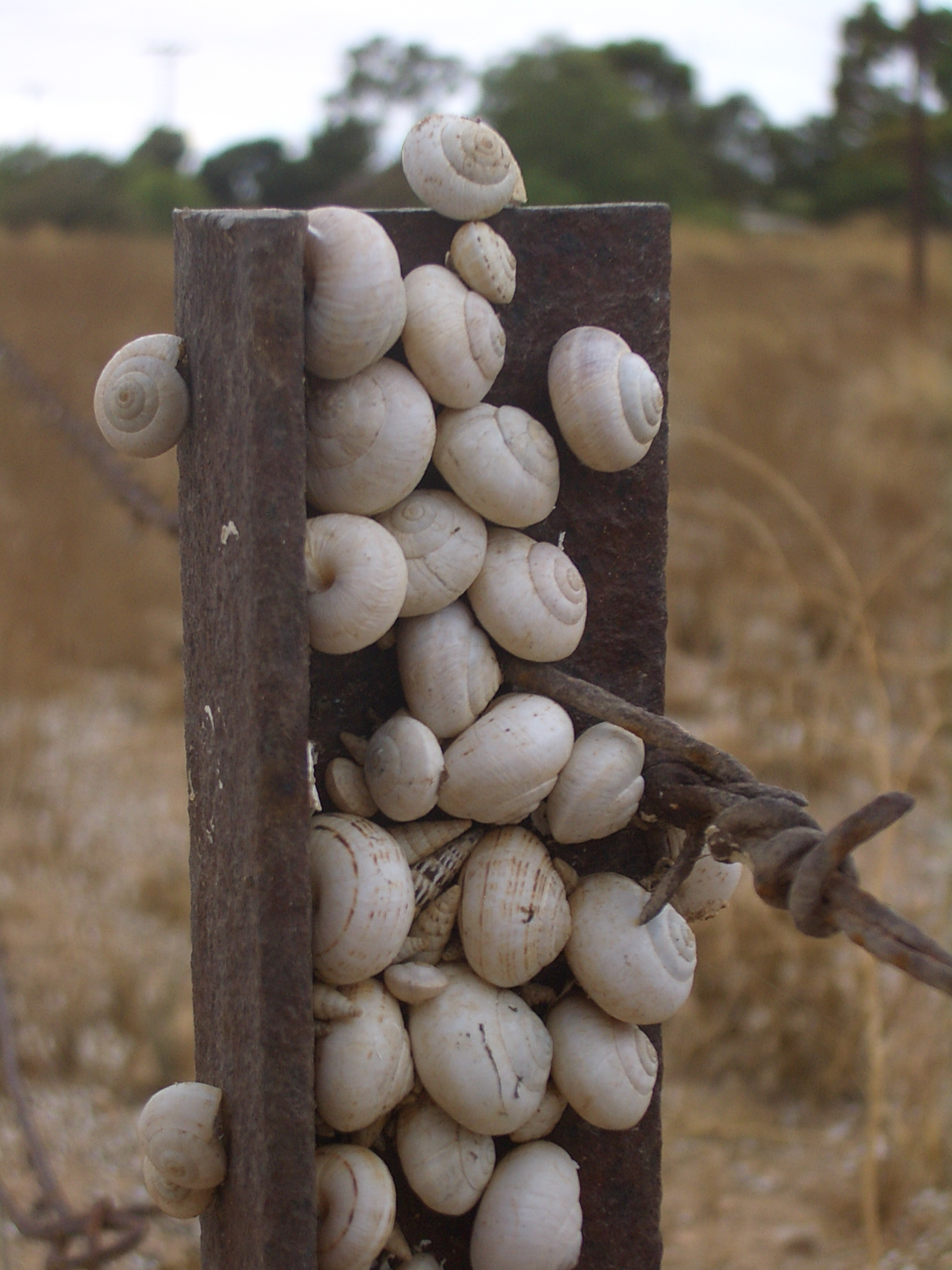
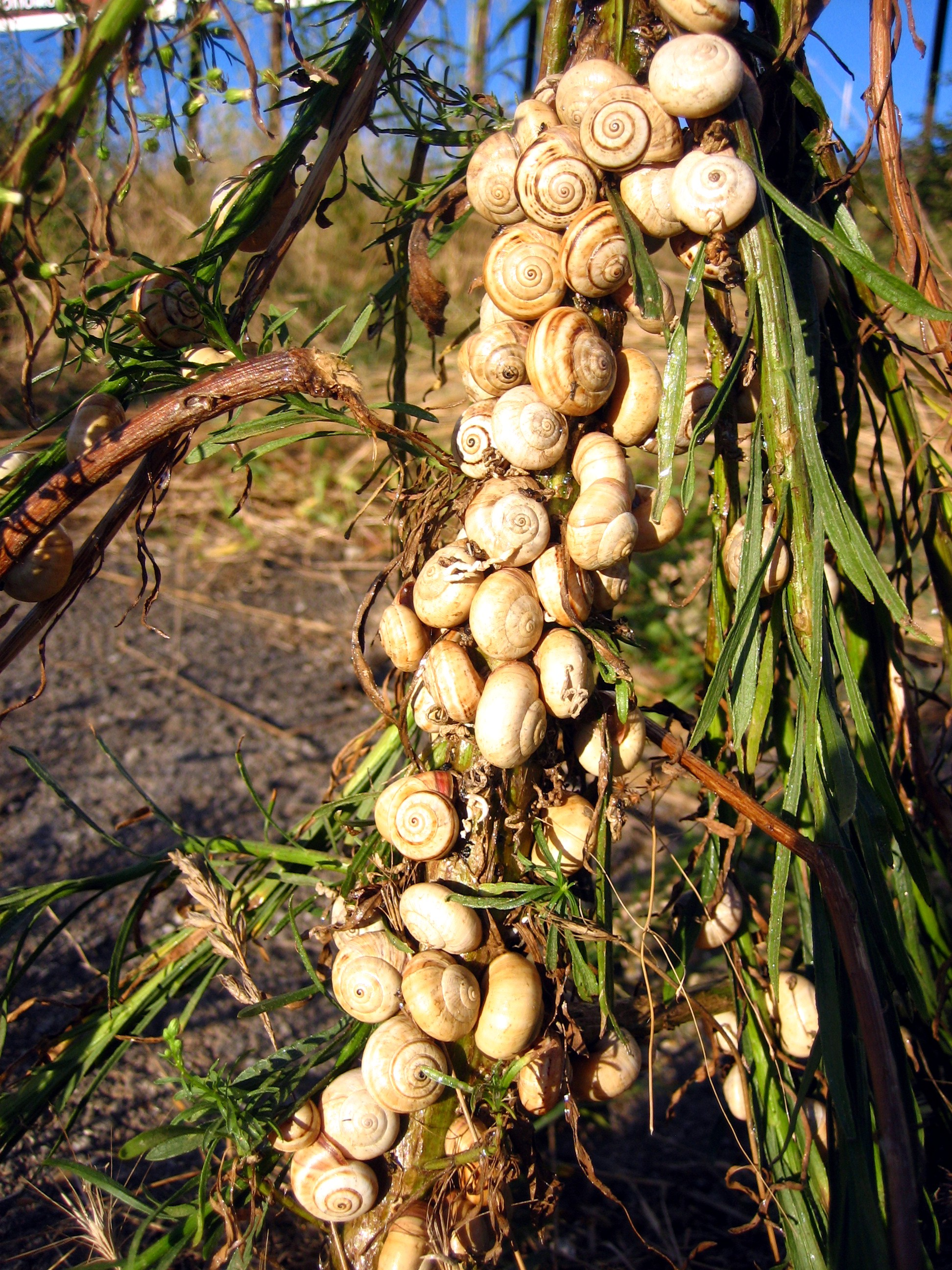

### Riproduzione
È una specie ermafrodita.

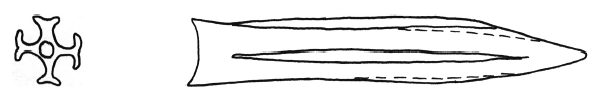
Dardo di T. pisana

Al pari di altre specie dell'ordine Stylommatophora è dotata di uno stiloforo in seno al quale produce un dardo calcareo, utilizzato per trafiggere il partner nei preliminari dell'accoppiamento. Il rilascio del dardo è risultato associato allo scambio di sostanze mucose, rivelatesi in grado di stimolare la recettività agli spermatozoi, aumentando così il successo riproduttivo .

### Predatori
Viene selettivamente predata dal coleottero carabide Scarites buparius.

## Distribuzione e habitat
Questa specie è diffusa in tutto il bacino del Mediterraneo.
È stata introdotta in numerose altre aree incluse il nord Europa, il Nord America, parte dell'Africa, Asia, e Australia, dove è divenuta spesso una specie invasiva, costituendo un serio problema per l'agricoltura.
È una specie tipica degli ambienti dunali, ma che si spinge anche all'interno, specie in prossimità di fiumi. Non è raro incontrarla anche in ambienti antropizzati.

## Sottospecie

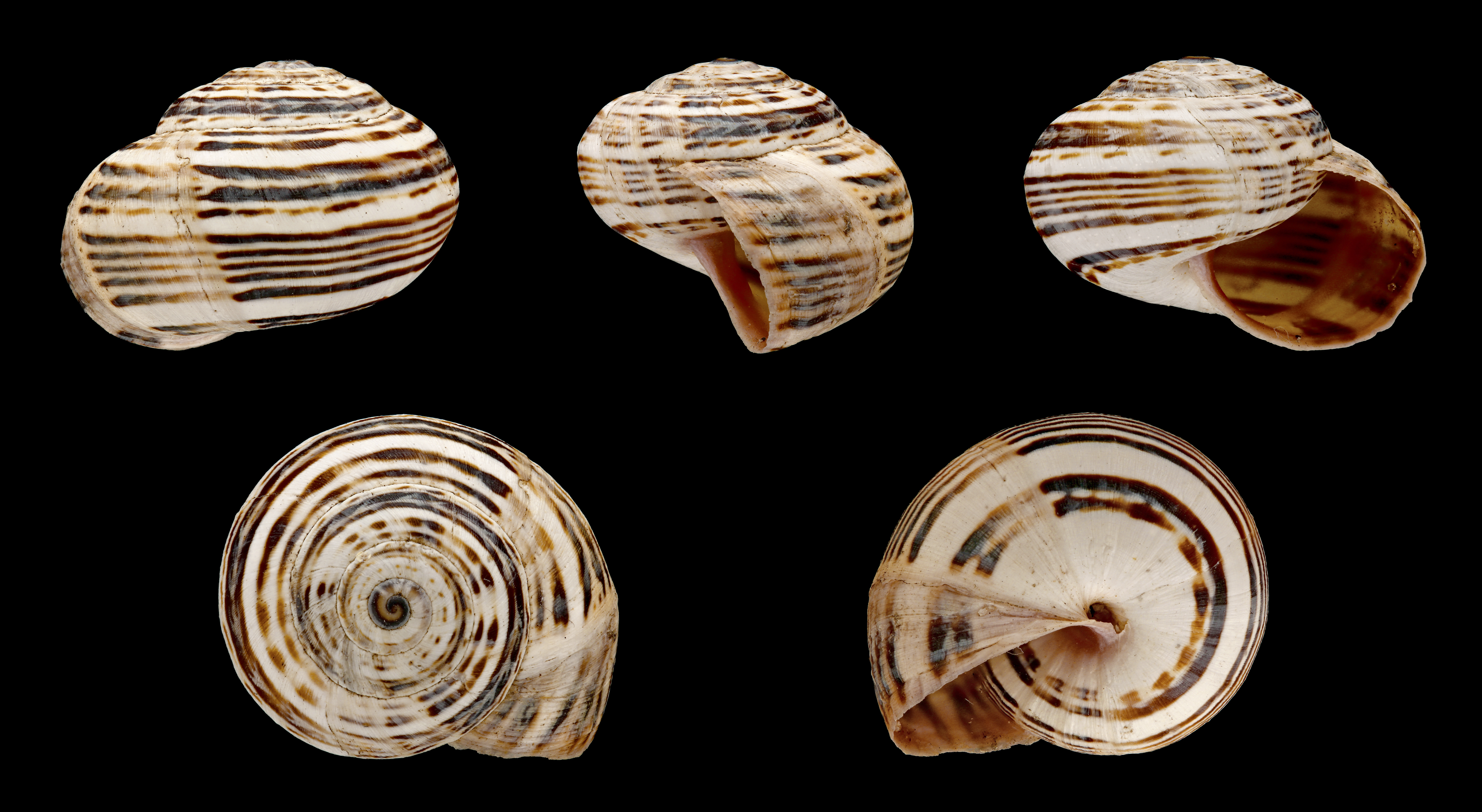
Theba pisana pisana
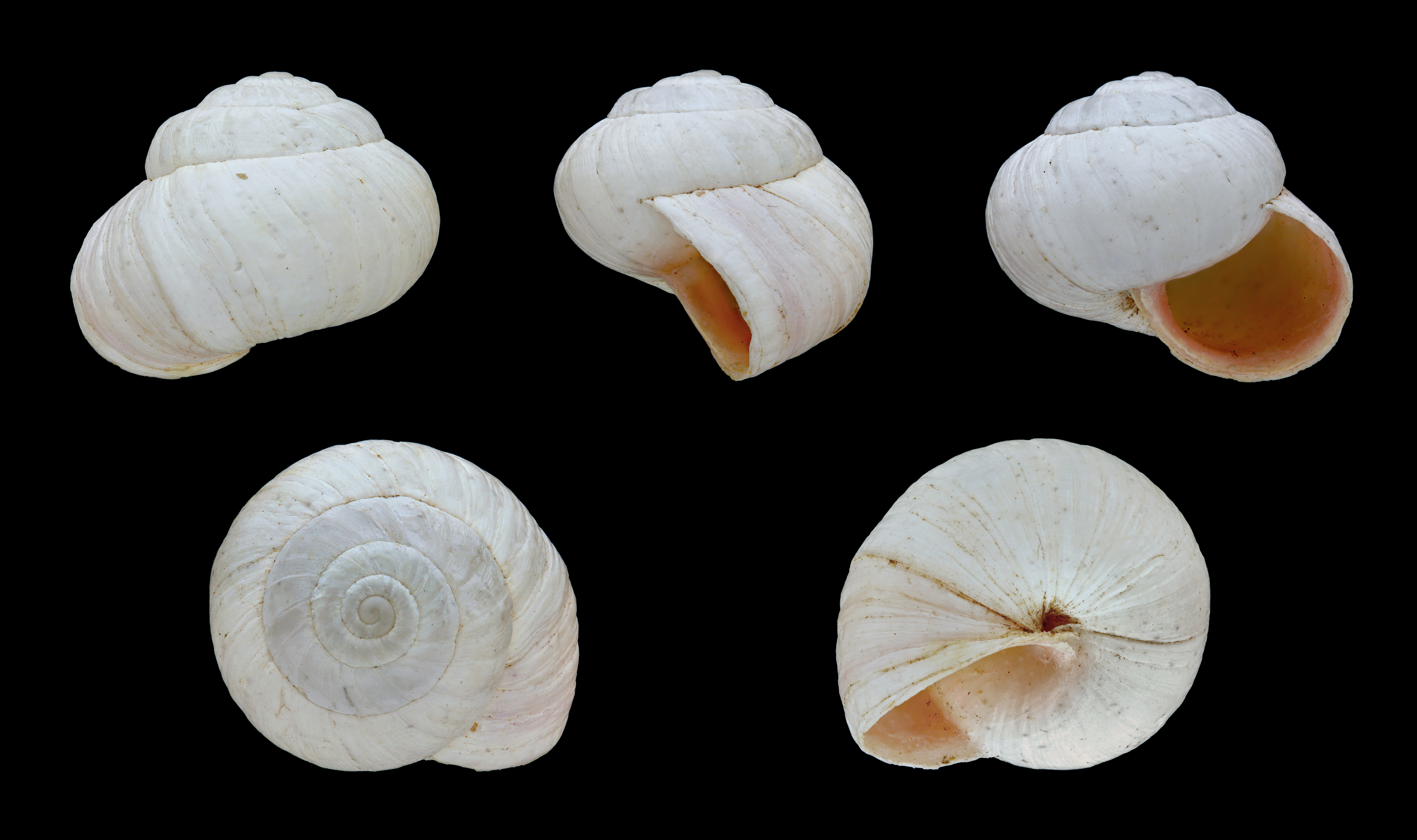
Theba pisana pisana
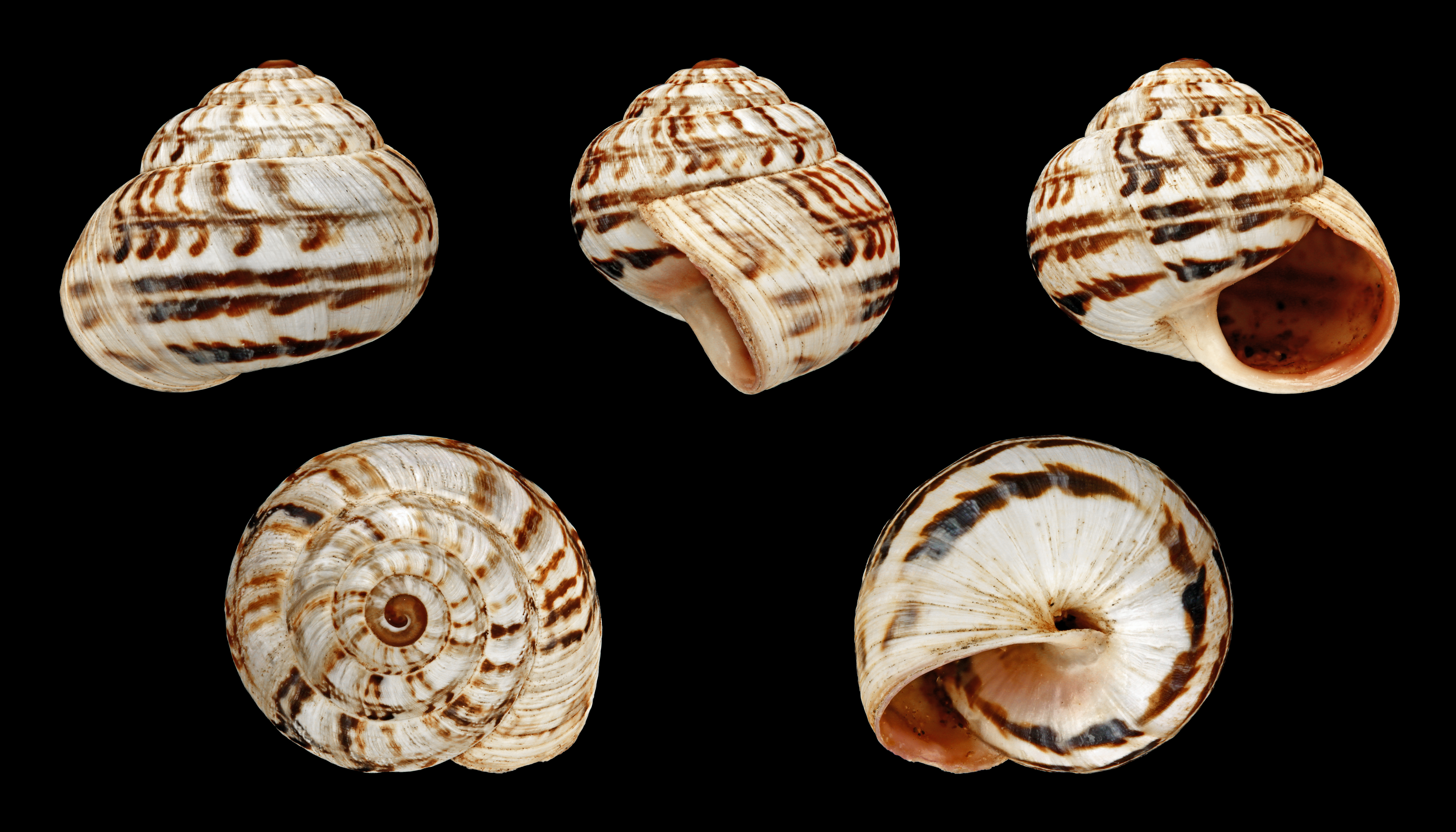
Theba pisana ampullacea
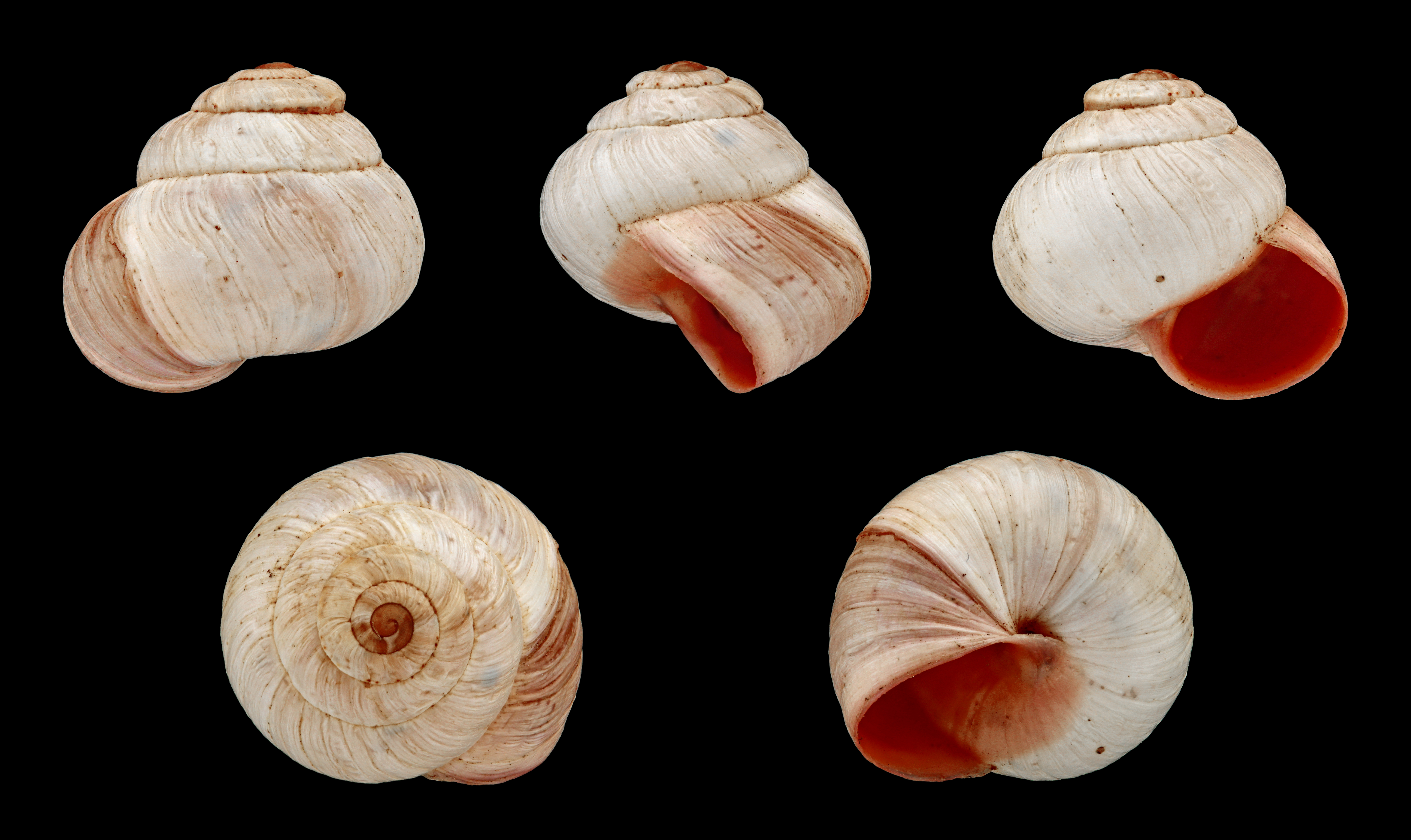
Theba pisana ampullacea
Theba pisana carpiensis
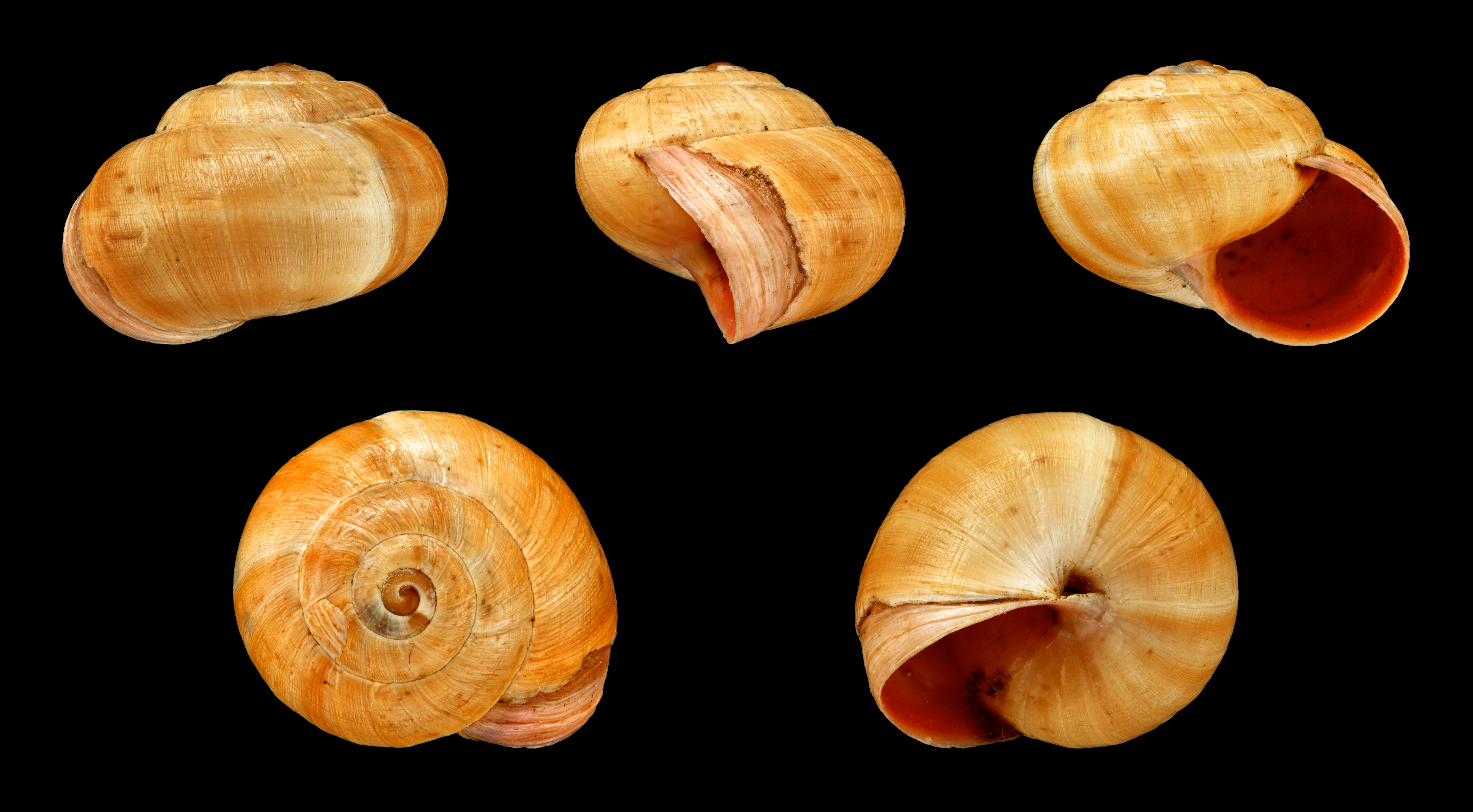
Theba pisana concolor
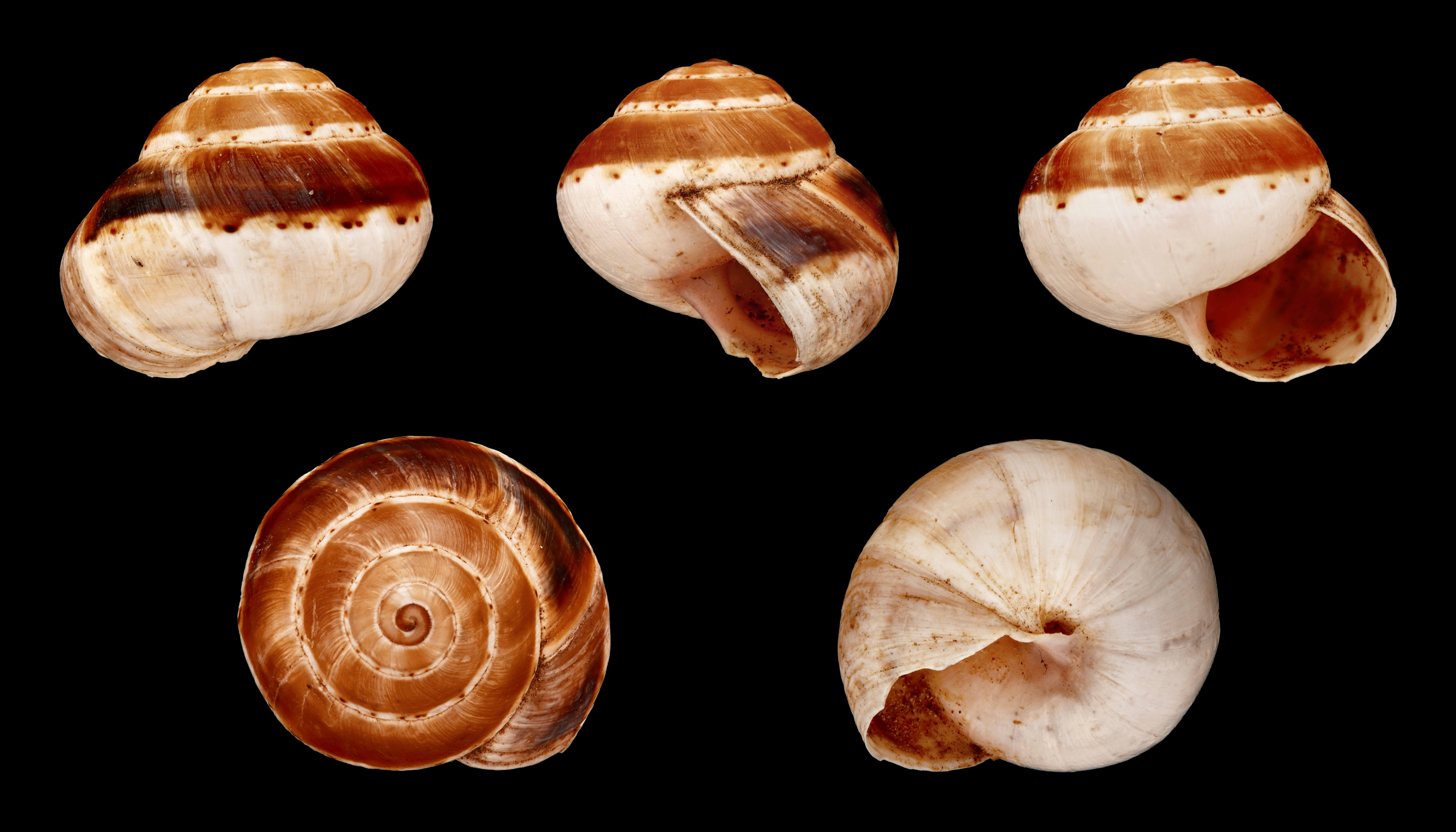
Theba pisana dermoi
Theba pisana fauxrosea
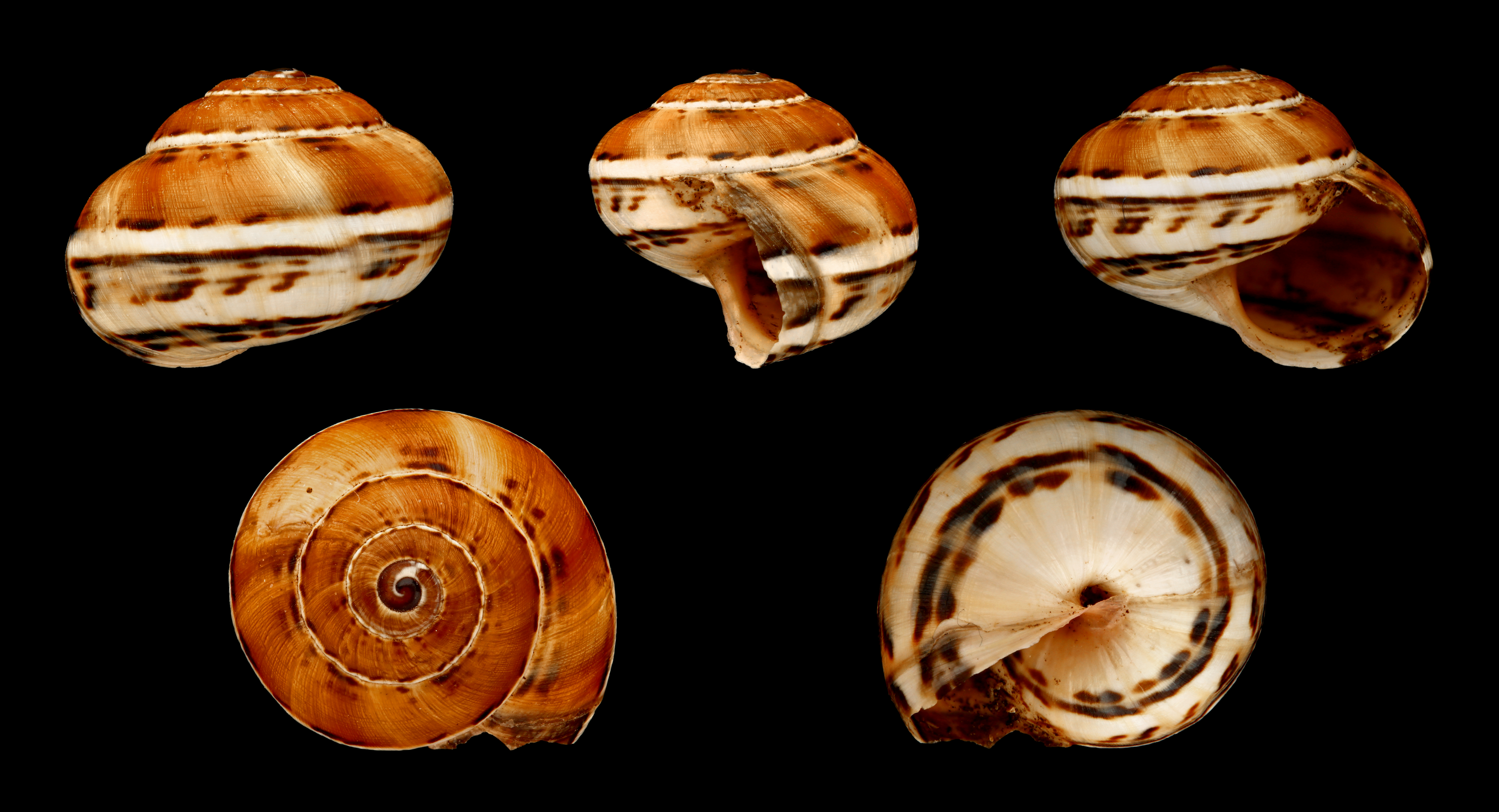
Theba pisana ferruginea
Theba pisana lineolata
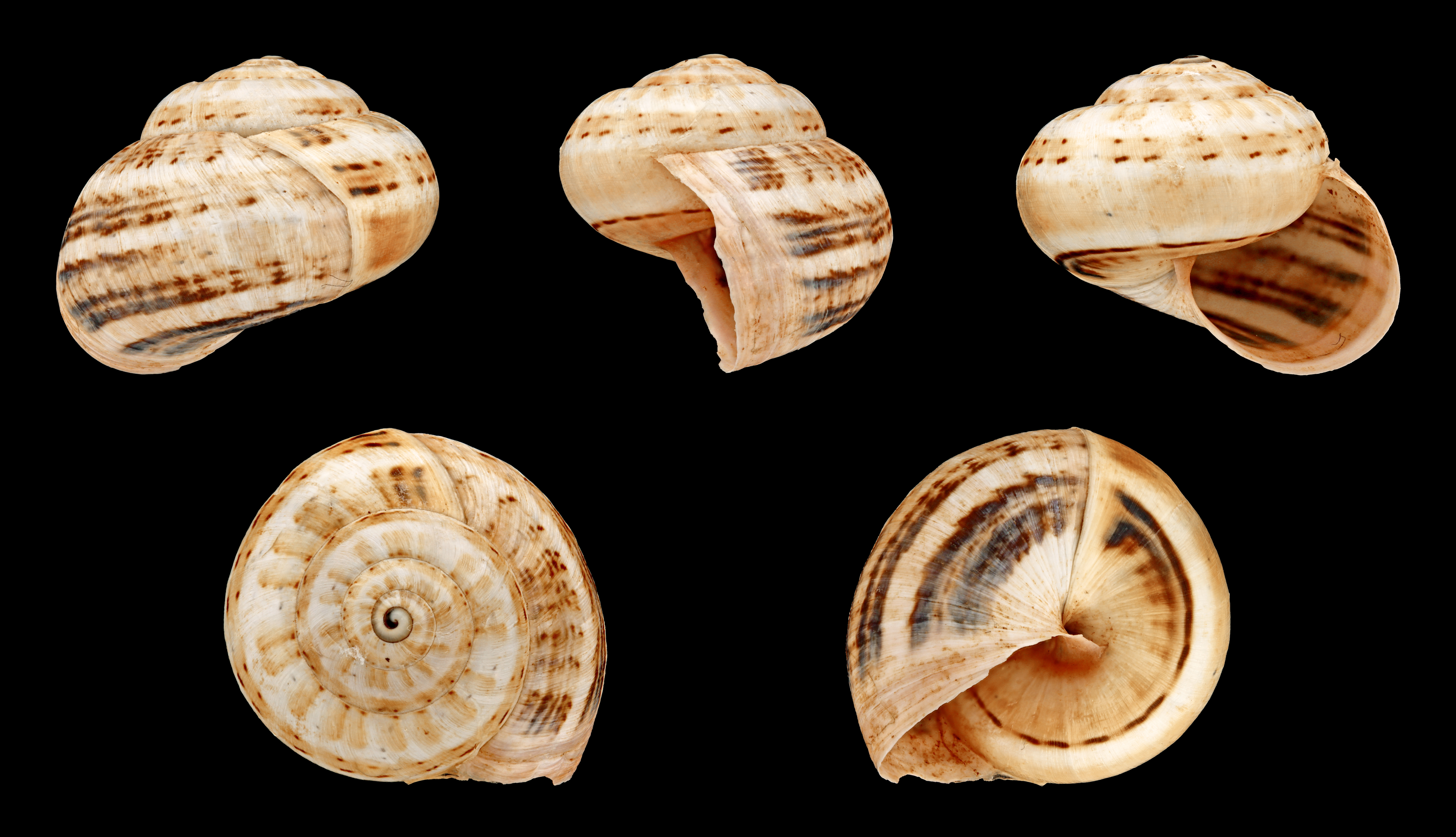
Theba pisana major
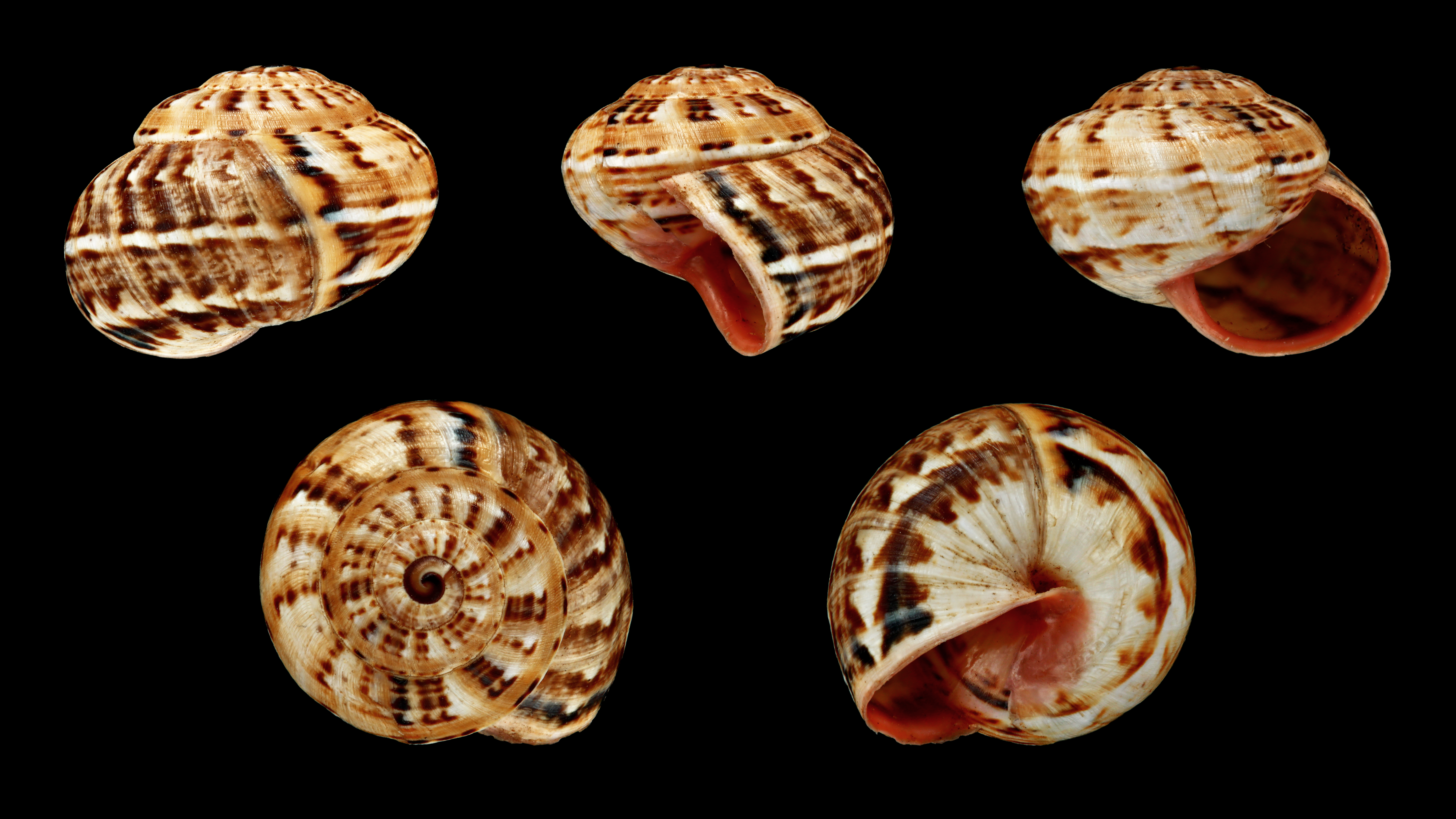
Theba pisana minor
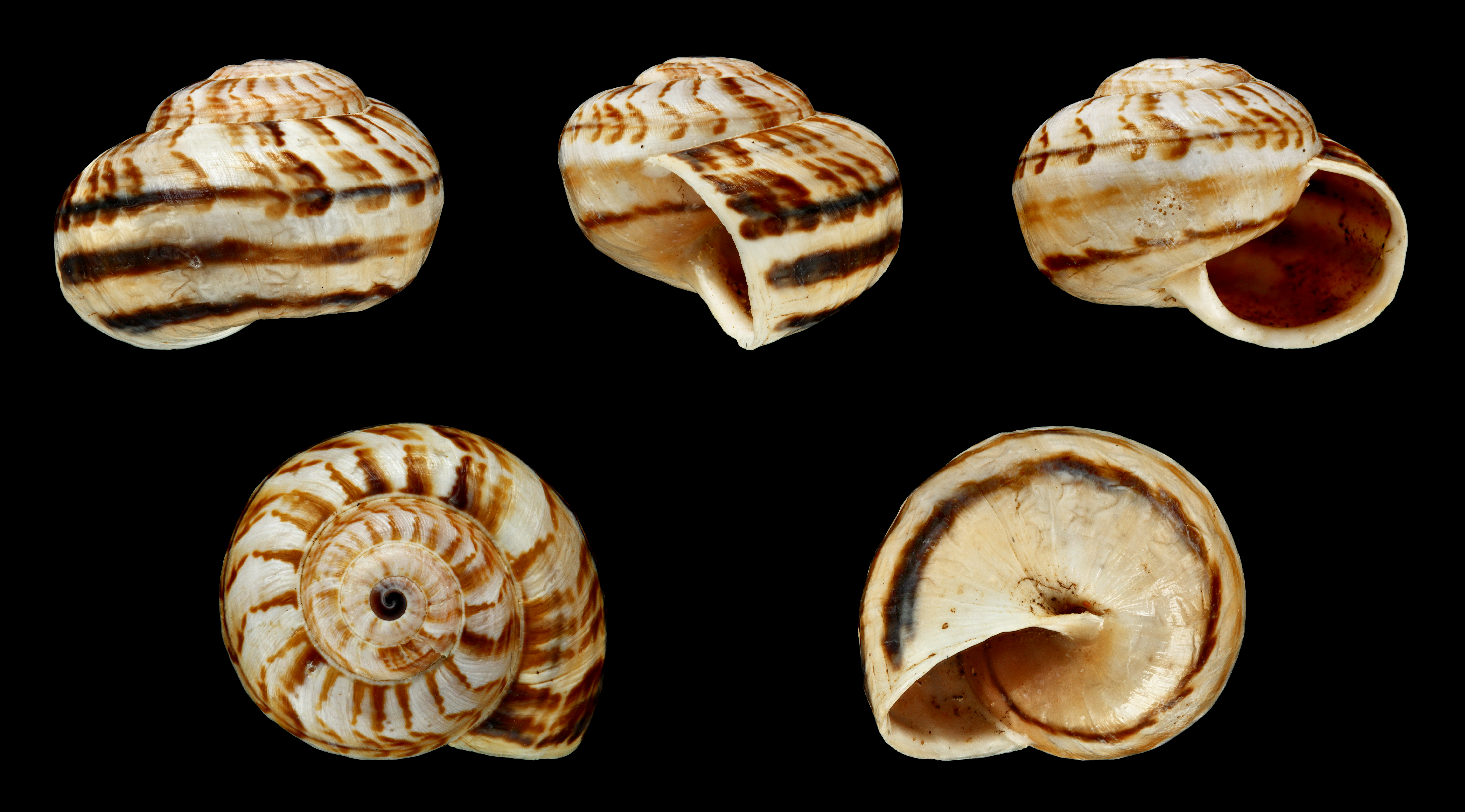
Theba pisana musica
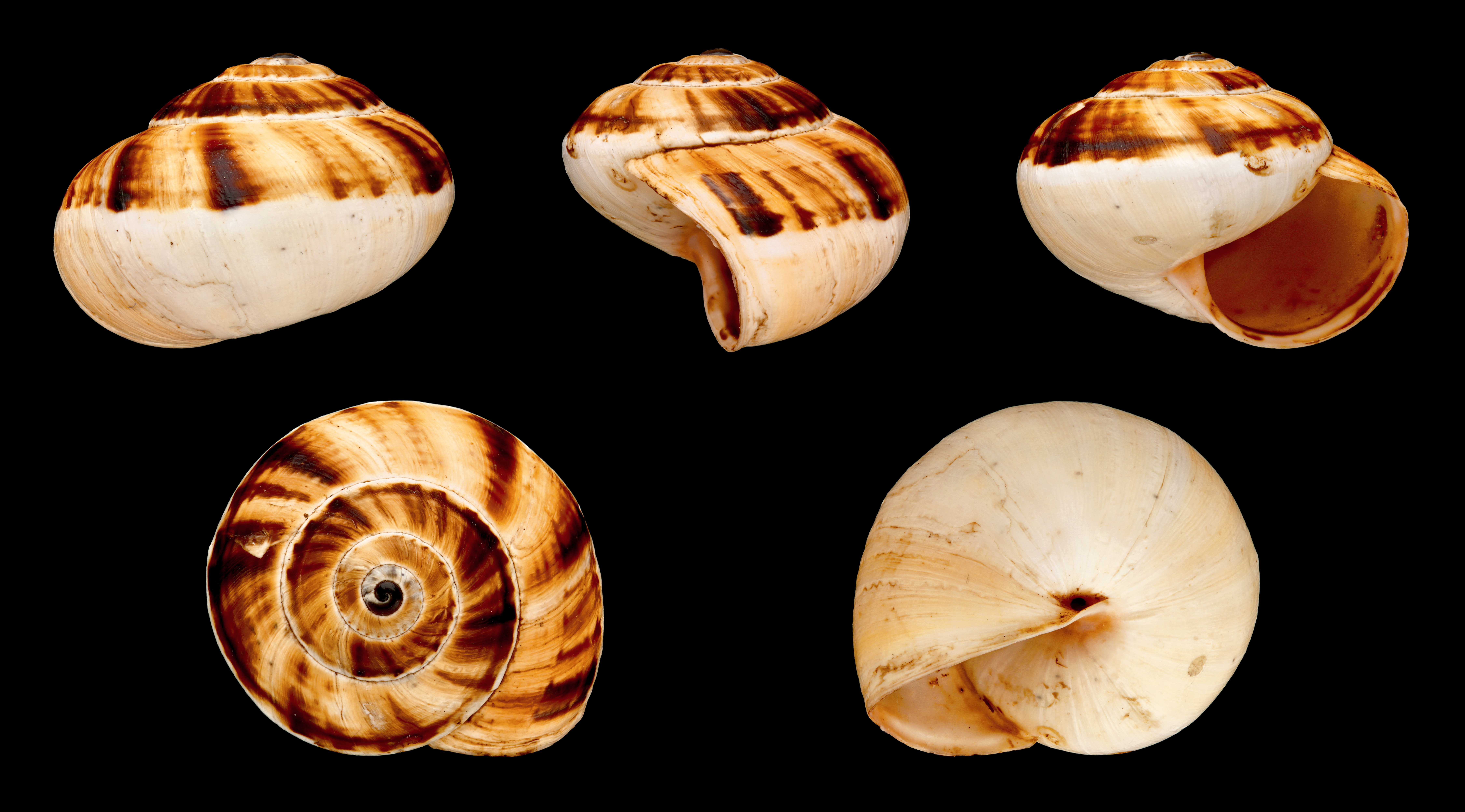
Theba pisana semifulva
Theba pisana sertum